# 雷苏兹河畔克拉
雷苏兹河畔克拉(法语：Cras-sur-Reyssouze)，是法国东部安省的一个市镇。面积 13.83平方公里，人口907，人口密度65.58人／平方公里（1999年）。

## 人口
雷苏兹河畔克拉人口变化图示
| 数据来源：INSEE |